# 碧南中央駅
碧南中央駅（へきなんちゅうおうえき）は、愛知県碧南市栄町三丁目59にある、名古屋鉄道三河線の駅である。駅番号はMU10。駅名のとおり、碧南市の中心部に位置している。manacaが使用可能である。

## 歴史
かつて存在した新須磨海水浴場に近いことから、開業間もない三河鉄道（名鉄三河線の前身）により新須磨臨時停車場として開業した。シーズンに合わせて開業・廃止を繰り返した後、常設の新須磨駅として再開業している。
その後、1948年（昭和23年）の市制施行と共に、新須磨駅近くに碧南市役所が設置され、碧南市の中心部の最寄駅となったが、碧南市の中心街の通りよりやや奥まった位置にあったため、碧南市中央の玄関にふさわしい駅とすべく、1981年（昭和56年）に駅舎を約150m北側（新川町駅寄り）の現在位置に移設新築し、駅名を碧南中央駅と改名した。当時すでに三河線の貨物輸送は大幅に縮小されていたため、旅客輸送に限定した形で駅は1面1線で建設された。昼間帯のみの駅員配置（特殊勤務駅）だった時期があり、2023年（令和5年）3月24日までは終日配置となっていたが、現在は再び昼間帯のみの駅員配置（特殊勤務駅）となった。

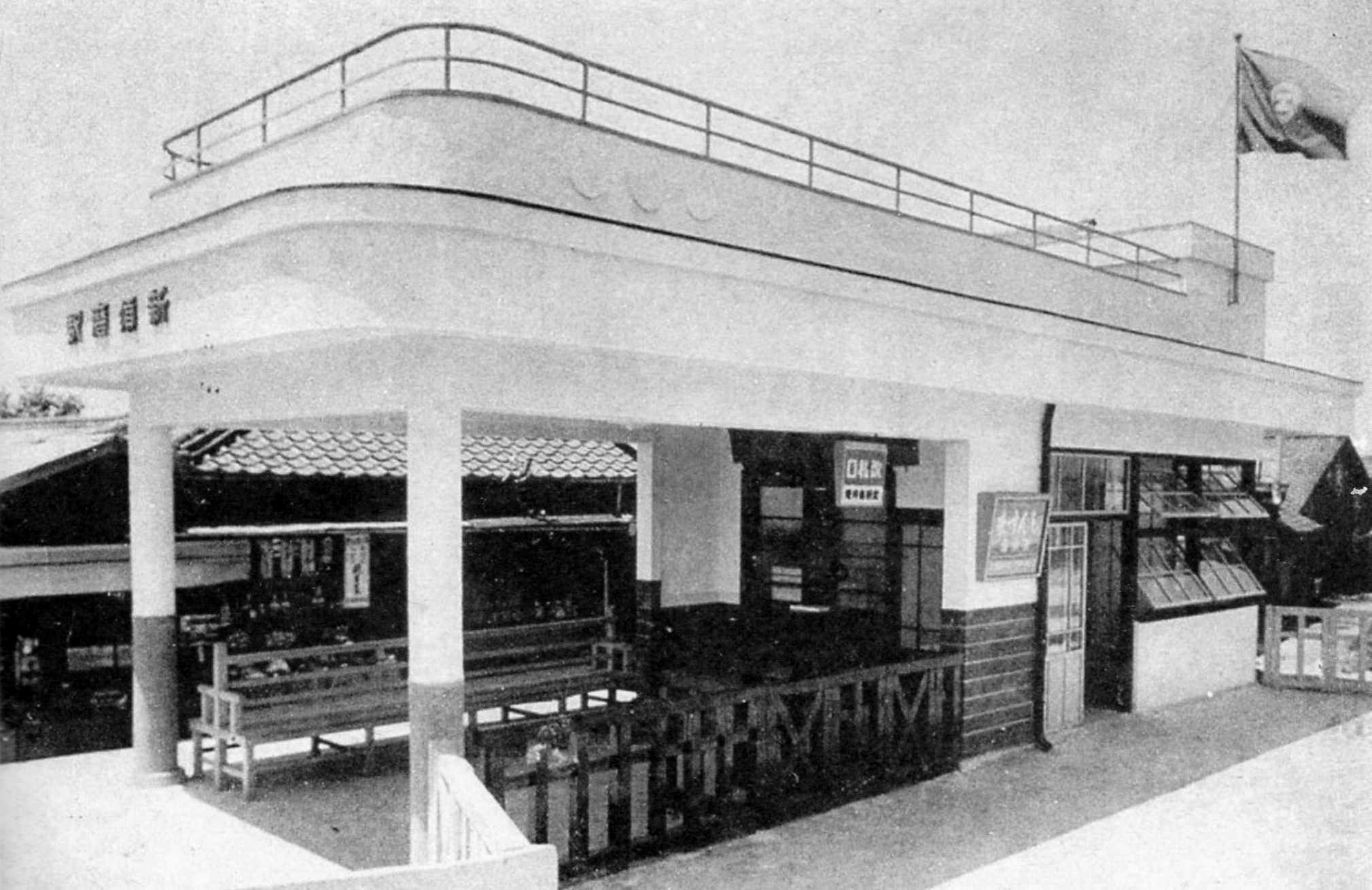
三河鉄道時代の新須磨駅
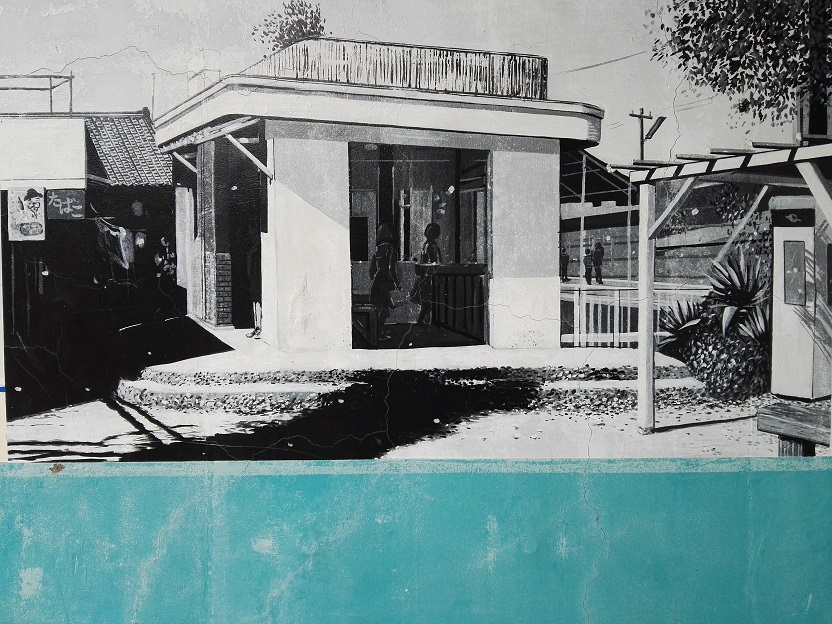
碧インターの橋脚に描かれた新須磨駅の壁画
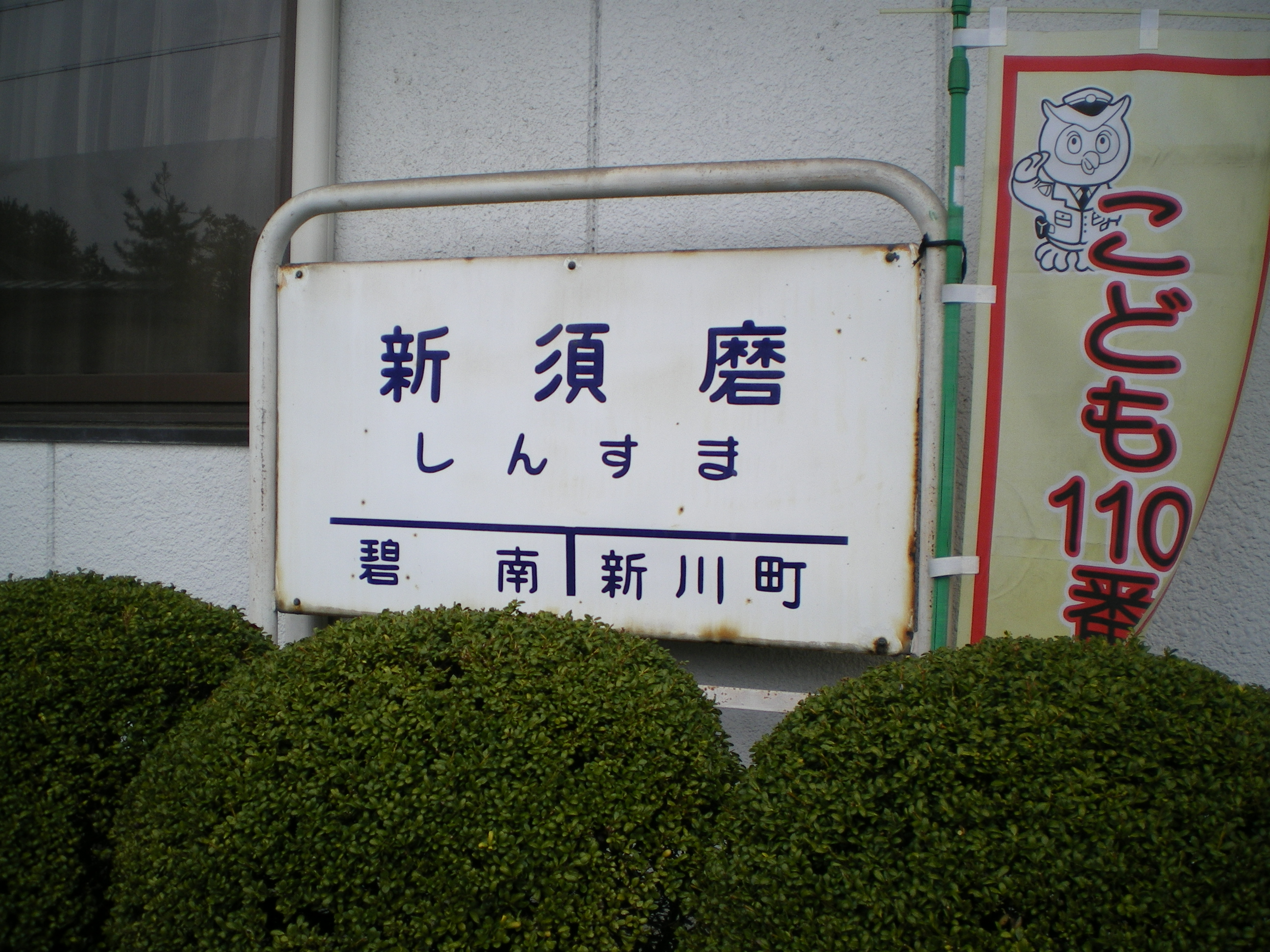
ホテル新須磨敷地内に移設された駅名標

### 年表
- 1915年（大正4年）7月10日 - 三河鉄道により、夏の海水浴シーズンに新須磨臨時停車場として開業（年内廃止）[2]。
- 1916年（大正5年）6月9日 - 新須磨臨時停車場が再開業（年内廃止）[2]。
- 1918年（大正7年）
  - 2月15日 - 新須磨臨時停車場が再々開業。この時は海水浴ではなく「飛行機観覧」を想定した臨時開業だった[2]。
  - 3月2日 - 廃止[2]。
- 1926年（大正15年）2月5日 - 路線電化と共に常設駅として新須磨駅が開業[1]。
- 1941年（昭和16年）6月1日 - 三河鉄道が名古屋鉄道に合併。同社三河線の駅となる。
- 1981年（昭和56年）12月14日 - 碧南中央駅に改称し移設。駅ビルを併設[6][7]。
- 2005年（平成17年）9月14日 - 終日有人化[8]。同時に「トランパス」導入。
- 2011年（平成23年）2月11日 - ICカード乗車券「manaca」供用開始。
- 2012年（平成24年）2月29日 - トランパス供用終了。
- 2023年（令和5年）3月25日 - 特殊勤務駅となる[5]。

## 駅構造
単式1面1線ホームの地上駅である。特殊勤務駅で、窓口営業時間は7:30～12:00と13:00～19:30となっている。自動券売機（新規manaca通勤定期乗車券及び継続manaca定期乗車券の購入も可能ではあるが、名鉄ミューズカードでの決済は7:00～22:00の間に限られる）や自動改札機、自動精算機（ICカードの積み増し等も可能）、モニター付きインターホンなどが設置されている。駅舎と一体化した2階建ての駅ビルが建っており、美容院などのテナントが入居している。吉浜駅と高浜港駅が棒線化される前は名鉄三河線の海線で唯一交換設備を持っていない駅であった。

### のりば
| 路線              | 方向 | 行先     |
| ----------------- | ---- | -------- |
| MU 三河線（海線） | 下り | 知立ゆき |
| MU 三河線（海線） | 上り | 碧南ゆき |

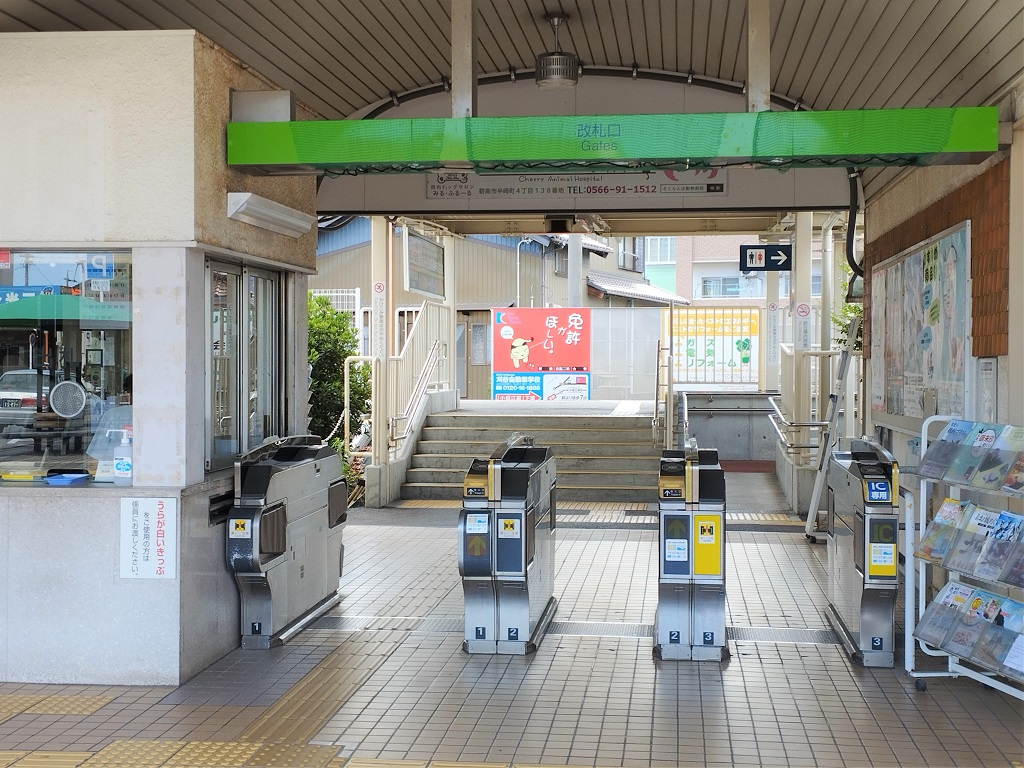
改札口
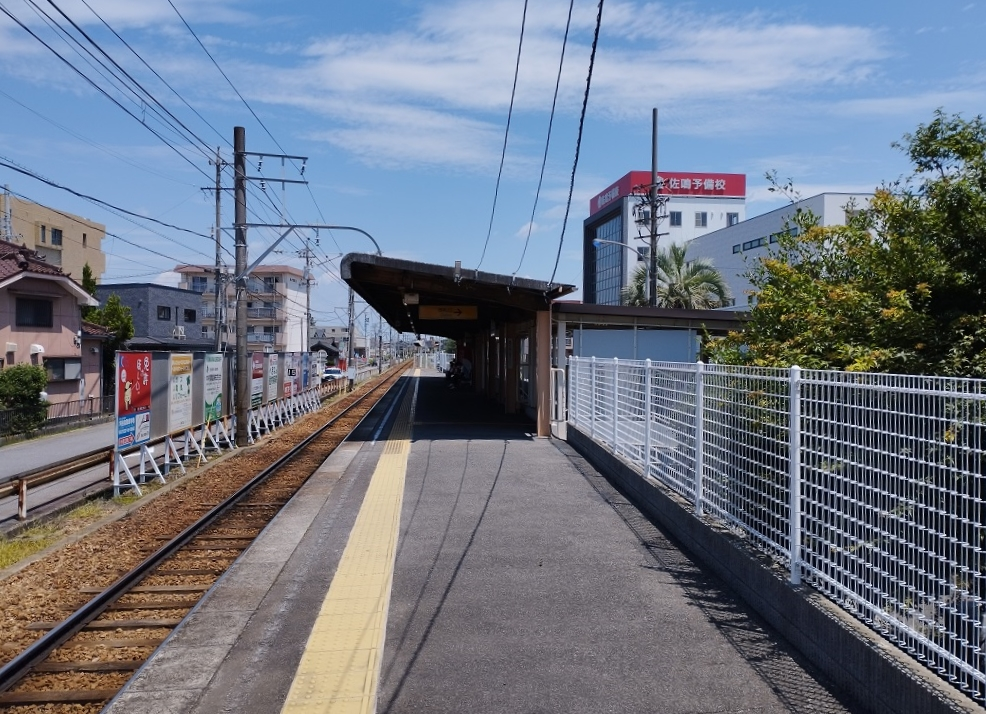
ホーム
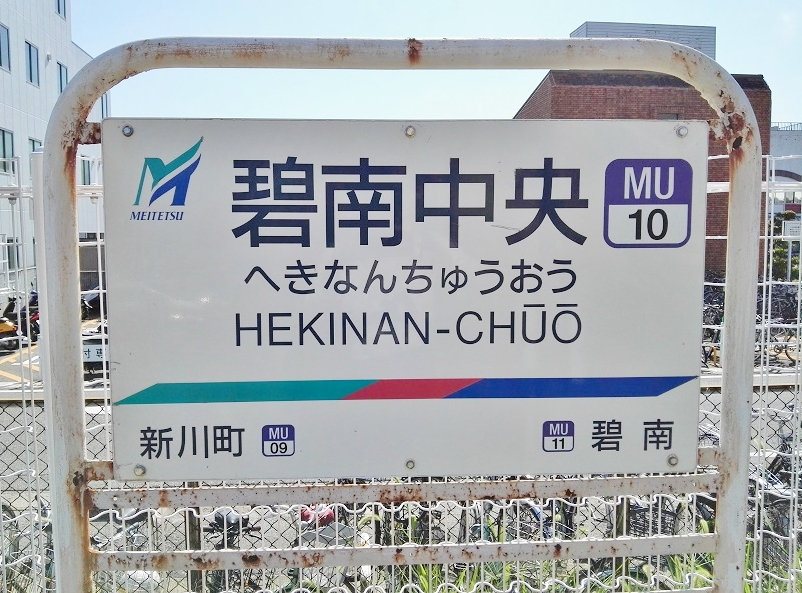
駅名標

### 配線図
| ← 刈谷・ 知立方面 | 碧南中央駅 構内配線略図 | → 碧南駅 |
| 凡例 出典:        |                         |          |

## 駅周辺

### 主な施設
- 碧南市役所
- 碧南郵便局
- 碧南警察署
- 碧南市文化会館
- 愛知県立碧南高等学校
- 碧南市立中央中学校
- 碧南市立中央小学校
- ドン・キホーテUNY碧南店
- 豊田自動織機碧南工場
- 国道247号
- トヨタレンタリース愛知碧南中央駅前店
- カネスエ 碧南幸町店
- 名古屋銀行 碧南支店

### バス路線
- くるくるバス
  - 碧南市からの委託により、バス会社が運行する運賃無料の市内巡回バスが、4路線全て碧南中央駅前から発着する。

- その他
  - 当駅から東へ徒歩で約7分ほどの「碧南高校」バス停には一色町公民館、吉良吉田駅方面のふれんどバスが一部発着する。

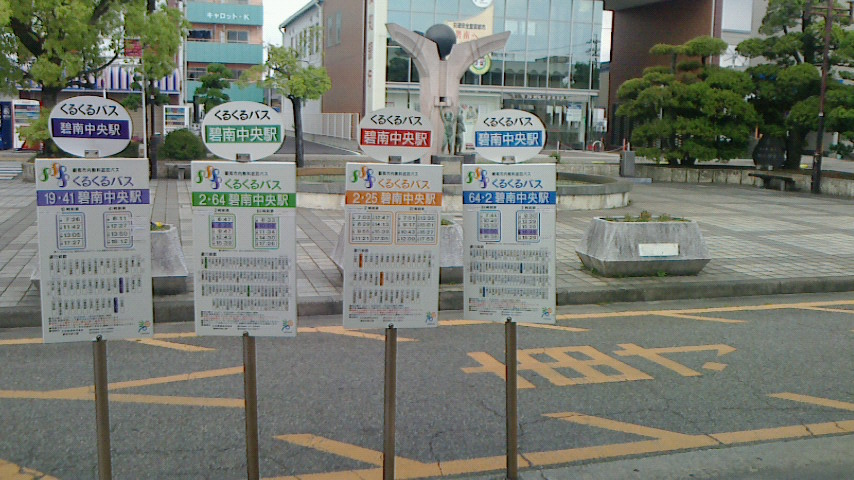
バス停

## 利用状況
- 『名鉄120年：近20年のあゆみ』によると2013年度当時の1日平均乗降人員は4,215人であり、この値は名鉄全駅（275駅）中103位、 三河線（23駅）中8位であった[15]。
- 『名古屋鉄道百年史』によると1992年度当時の1日平均乗降人員は4,793人であり、この値は岐阜市内線均一運賃区間内各駅（岐阜市内線・田神線・美濃町線徹明町駅 - 琴塚駅間）を除く名鉄全駅（342駅）中97位、 三河線（38駅）中7位であった[16]。
- 『愛知県統計年鑑』によると1日平均の乗車人員は、2006年度2,024人、2007年度2,011人である。
- 『碧南の統計』『移動等円滑化取組報告書』によると、近年の1日平均乗降人員は下表のとおりである[17][18]。

| 年度               | 1日平均 乗降人員 |
| ------------------ | ---------------- |
| 2009年（平成21年） | 4,083            |
| 2010年（平成22年） | 4,017            |
| 2011年（平成23年） | 4,009            |
| 2012年（平成24年） | 4,086            |
| 2013年（平成25年） | 4,215            |
| 2014年（平成26年） | 4,252            |
| 2015年（平成27年） | 4,365            |
| 2016年（平成28年） | 4,340            |
| 2017年（平成29年） | 4,484            |
| 2018年（平成30年） | 4,590            |
| 2019年（令和元年） | 4,643            |
| 2020年（令和02年） | 3,664            |
| 2021年（令和03年） | 3,838            |
| 2022年（令和04年） | 4,021            |
| 2023年（令和05年） | 4,210            |

## 隣の駅
名古屋鉄道
MU 三河線（海線）
新川町駅（MU09） - 碧南中央駅（MU10） - 碧南駅（MU11）